# Thủ đô Trung Quốc
Thủ đô Trung Quốc hay Kinh đô Trung Quốc (tiếng Trung: 中国京都; Hán-Việt: Trung Quốc kinh đô; bính âm: ZhōngguóJīngdū) là nơi đặt bộ máy hành chính trung ương của các triều đại và chính quyền tồn tại ở Trung Quốc. Đồng thời, các kinh đô cũng thường là những trung tâm kinh tế - chính trị của cả nước.
Trong lịch sử Trung Quốc từng tồn tại rất nhiều kinh đô. Trong đó, có Bốn cố đô lớn Trung Quốc (tiếng Trung: 中国四大古都; Hán-Việt: Trung Quốc tứ đại cổ đô; bính âm: Zhōngguó sì dà gǔdū) được nhiều triều đại của Trung Quốc đóng đô nhất là: Trường An, Lạc Dương, Nam Kinh và Bắc Kinh.
Bốn kinh đô này, kết hợp với bốn cố đô của Trung Quốc là Khai Phong (bổ sung thập niên 1920), Hàng Châu (bổ sung thập niên 1930), An Dương (bổ sung sau năm 1988) và Trịnh Châu (bổ sung năm 2004) tạo thành Tám cố đô của Trung Quốc.

## Tam Hoàng Ngũ Đế
| Bộ tộc                           | Bộ tộc                           | Kinh đô                                                                                               | Niên đại                                                                |
| -------------------------------- | -------------------------------- | --- | ----------------------------------------------------------------------- |
| Bàn Cổ thị                       | Bàn Cổ thị                       | | Bàn Cổ                                                                  |
| Nữ Oa thị (Tam Hoàng)            | Nữ Oa thị (Tam Hoàng)            | | Nữ Oa                                                                   |
| Hữu Sào thị (Tam Hoàng)          | Hữu Sào thị (Tam Hoàng)          | | Hữu Sào                                                                 |
| Toại Nhân thị (Tam Hoàng)        | Toại Nhân thị (Tam Hoàng)        | | Toại Nhân                                                               |
| Chúc Dung thị (Tam Hoàng)        | Chúc Dung thị (Tam Hoàng)        | | Chúc Dung                                                               |
| Phục Hy thị (Tam Hoàng)          | Phục Hy thị (Tam Hoàng)          | Trần (tương truyền nay thuộc Hoài Dương, Hà Nam)                                                      | Phục Hy (tương truyền ước khoảng 2852 TCN- khoảng 2737 TCN)             |
| Thần Nông thị (Tam Hoàng Ngũ Đế) | Thần Nông thị (Tam Hoàng Ngũ Đế) | Lỗ (tương truyền nay thuộc Khúc Phụ, Sơn Đông)                                                        | Thần Nông (tương truyền ước khoảng 2737 TCN- khoảng 2699 TCN)           |
| Thần Nông thị (Tam Hoàng Ngũ Đế) | Thần Nông thị (Tam Hoàng Ngũ Đế) | Viêm Đế (tương truyền ước khoảng 2737 TCN - khoảng 2699 TCN)                                          |                                                                         |
| Hữu Hùng thị (Tam Hoàng Ngũ Đế)  | Hữu Hùng thị (Tam Hoàng Ngũ Đế)  | Hiên Viên (tương truyền nay thuộc Tân Trịnh, Hà Nam)                                                  | Hoàng Đế (tương truyền ước khoảng 2699 TCN - khoảng 2588 TCN)           |
| Bào Hy thị (Ngũ Đế)              | Bào Hy thị (Ngũ Đế)              | Uyển Khâu (tương truyền nay thuộc Hoài Dương, Hà Nam)                                                 | Thái Hạo                                                                |
| Cùng Tang thị (Ngũ Đế)           | Cùng Tang thị (Ngũ Đế)           | Cùng Tang (tương truyền nay thuộc phía bắc Khúc Phụ, Sơn Đông)                                        | Thiếu Hạo (tương truyền ước khoảng 2587 TCN - khoảng 2491 TCN)          |
| Cộng Công thị (Tam Hoàng)        | Cộng Công thị (Tam Hoàng)        | | Cộng Công                                                               |
| Cao Dương thị (Ngũ Đế)           | Cao Dương thị (Ngũ Đế)           | Cao Dương (tương truyền nay nằm tại phía bắc thôn Cựu Thành, trấn Bàng Khẩu, huyện Cao Dương, Hà Bắc) | Đế Chuyên Húc (tương truyền ước khoảng 2490 TCN - khoảng thế kỷ 25 TCN) |
| Cao Dương thị (Ngũ Đế)           | Cao Dương thị (Ngũ Đế)           | Đế Khâu (tương truyền nay thuộc Bộc Dương, Hà Nam)                                                    | Đế Chuyên Húc (tương truyền ước khoảng thế kỷ 25 TCN - khoảng 2413 TCN) |
| Cao Tân thị (Ngũ Đế)             | Cao Tân thị (Ngũ Đế)             | Đế Khâu (tương truyền nay thuộc Bộc Dương, Hà Nam)                                                    | Đế Khốc }} (tương truyền ước khoảng 2412 TCN - khoảng thế kỷ 24 TCN)    |
| Cao Tân thị (Ngũ Đế)             | Cao Tân thị (Ngũ Đế)             | Bạc (tương truyền nay thuộc phía tây Yển Sư, Hà Nam)                                                  | Đế Khốc (tương truyền ước khoảng thế kỷ 24TCN - khoảng 2343 TCN)        |
| Thanh Dương thị (Ngũ Đế)         | Thanh Dương thị (Ngũ Đế)         | Thanh Hóa (tương truyền nay thuộc phía đông Bác Ái, Hà Nam)                                           | Đế Chí (tương truyền ước khoảng 2343 TCN - khoảng 2333 TCN)             |
| Đào Đường thị (Ngũ Đế)           | Đào Đường thị (Ngũ Đế)           | Bình Dương (tương truyền nay thuộc tây nam Lâm Phần, Sơn Tây)                                         | Nghiêu (tương truyền ước khoảng 2333 TCN - khoảng 2234 TCN)             |
| Hữu Ngu thị (Ngũ Đế)             | Hữu Ngu thị (Ngũ Đế)             | Bồ Phản (tương truyền nay thuộc Vĩnh Tế, Sơn Tây)                                                     | Thuấn (tương truyền ước khoảng 2233 TCN - khoảng 2184 TCN)              |

## Kinh đô/Thủ đô các triều đại Trung Quốc
| Kinh đô/Thủ đô Trung Quốc   | Kinh đô/Thủ đô Trung Quốc | Kinh đô/Thủ đô Trung Quốc | Kinh đô/Thủ đô Trung Quốc                                                            |
| Triều đại                   | Triều đại | Kinh đô/Thủ đô | Niên đại                                                                             |
| --------------------------- | --- | --- | ------------------------------------------------------------------------------------ |
| Hạ                          | Tiên Hạ | Đại Hạ (tương truyền nay thuộc Hạ huyện, Sơn Tây) | ？-Cổn                                                                               |
| Hạ                          | Tiên Hạ | Sùng (tương truyền nay thuộc Tung huyện, Hà Nam) | Cổn                                                                                  |
| Hạ                          | | Dương Thành (tương truyền nay thuộc trấn Cáo Thành, Đăng Phong, Hà Nam) | Vũ                                                                                   |
| Hạ                          | Dương Địch (tương truyền nay thuộc Vũ Châu, Hà Nam)                                                                             | Vũ-Thái Khang |                                                                                      |
| Hạ                          | Hữu Cùng thị | Tư (鉏) (không rõ địa điểm hiện tại) | Hậu Nghệ (chính quyền Hữu Cùng thị)                                                  |
| Hạ                          | Hữu Cùng thị | Cùng Thạch (tương truyền nay thuộc phía nam Lạc Dương, Hà Nam) | Hậu Nghệ, Hàn Trác (Chính quyền Hữu Cùng thị, Bá Minh thị)                           |
| Hạ                          | | Châm (có thuyết cho là nay thuộc trấn Chi Điền, Củng Nghĩa, Hà Nam có thuyết cho là nay thuộc khu Lão Thành, Lạc Dương, Hà Nam)                                                                                       | Thái Khang, Trung Khang                                                              |
| Hạ                          | Đế Khâu (tương truyền nay thuộc tây nam Bộc Dương, Hà Nam)                                                                      | Tướng, Thiếu Khang |                                                                                      |
| Hạ                          | Nguyên (có thuyết nói nay thuộc tây bắc Tế Nguyên, Hà Nam)                                                                      | Trữ |                                                                                      |
| Hạ                          | Lão Khâu (tương truyền nay thuộc trấn Trần Lưu, Khai Phong, Hà Nam)                                                             | Trữ-Quýnh |                                                                                      |
| Hạ                          | Tây Hà (có thuyết nói nay thuộc đông nam An Dương, Hà Nam)                                                                      | Cần-Phát |                                                                                      |
| Hạ                          | Châm (có thuyết cho là nay thuộc trấn Chi Điền, Củng Nghĩa, Hà Nam có thuyết cho là nay thuộc khu Lão Thành, Lạc Dương, Hà Nam) | Kiệt |                                                                                      |
| Hạ                          | "Hà Nam" (không rõ ràng về địa điểm ngày nay, có thuyết nói nay ở phía đông khu Lão Thành, Lạc Dương, Hà Nam)                   | Kiệt |                                                                                      |
| Thương                      | Tiên Thương | Bạc (có thuyết nói là nay thuộc vùng ranh giới giữa tây bộ Liêu Ninh và đông bắc bộ Hà Bắc có thuyết nói là nay thuộc Yển Sư, Hà Nam)                                                                                 | Tiết                                                                                 |
| Thương                      | Tiên Thương | Phiên (có thuyết cho là nay thuộc nay thuộc khu vực Bắc Kinh và bình nguyên Ký Đông bắc bộ Hà Bắc) | Tiết                                                                                 |
| Thương                      | Tiên Thương | Chỉ Thạch (có thuyết cho là nay thuộc khu vực ở phía nam Thạch Gia Trang và phía bắc của Hình Đài) | Chiêu Minh                                                                           |
| Thương                      | Tiên Thương | Thương (có thuyết cho là nay thuộc khu vực Chương Hà, có thuyết nói là nay thuộc khu Thương Châu, Thiểm Tây) | Chiêu Minh                                                                           |
| Thương                      | Tiên Thương | Thương Khâu (có thuyết cho là nay thuộc trung bộ Hà Bắc và bắc bộ Hà Nam) | Tướng Thổ                                                                            |
| Thương                      | Tiên Thương | "Thái Sơn Hạ" (có thuyết cho là nay ở chân núi của Thái Hành Sơn) | Tướng Thổ                                                                            |
| Thương                      | Tiên Thương | Thương Khâu (có thuyết cho là nay thuộc trung bộ Hà Bắc và bắc bộ Hà Nam) | Tướng Thổ                                                                            |
| Thương                      | Tiên Thương | Nghiệp (nay thuộc lưu vực Chương Hà, địa phận Lâm Chương, Hà Bắc) | Thượng Giáp                                                                          |
| Thương                      | Tiên Thương | Ân (không rõ địa điểm hiện nay) | Vương Hợi                                                                            |
| Thương                      | Tiên Thương | Thương Khâu (có thuyết cho là nay thuộc trung bộ Hà Bắc và bắc bộ Hà Nam) | "Ân hầu"                                                                             |
| Thương                      | tảo Thương | Bạc (vị trí hiện nay bất nhất, có thuyết cho là nay thuộc di chỉ Thương Thành tại Trịnh Châu, Hà Nam) | Đại Ất Thang-Thái Mậu Mật (khoảng 1600 TCN - 1422 TCN)                               |
| Thương                      | tảo Thương | Hiêu (có thuyết cho là nay thuộc Ngao Thương hoặc Ngao Sơn ở đông bắc Huỳnh Dương, Hà Nam có thuyết cho là nay thuộc vùng núi Nghi Mông, Sơn Đông có thuyết cho là nay thuộc di chỉ Thương Thành, Trịnh Châu, Hà Nam) | Trọng Đinh Trang, Bốc Nhâm Phát (Trọng Đinh nguyên niên, khoảng 1421 TCN - 1386 TCN) |
| Thương                      | tảo Thương | Tương (có thuyết cho là nay thuộc đông nam huyện Nội Hoàng, Hà Nam) | Tiên Giáp Chỉnh (Hà Đản Giáp nguyên niênkhoảng 1385 TCN - 1377 TCN)                  |
| Thương                      | tảo Thương | Tý (có thuyết cho là nay thuộc phía bắc Vận Thành, Sơn Đông) | Thả Ất Đằng-Thả Đinh Tân (khoảng 1376 TCN - 1328 TCN)                                |
| Thương                      | tảo Thương | Hình (có thuyết cho là nay thuộc Hình Đài, Hà Bắc) | Thả Ất Đằng-Thả Đinh Tân (khoảng 1376 TCN - 1328 TCN)                                |
| Thương                      | tảo Thương | Yểm (có thuyết cho là nay thuộc Khúc Phụ, Sơn Đông) | Nam Canh Canh, Tượng Giáp Hòa (khoảng 1327 TCN - 1315 TCN)                           |
| Thương                      | vãn Thương | Ân (nay thuộc tây bắc An Dương, Hà Nam) | Bàn Canh Tuần-Đế Tân Thụ (khoảng 1314 TCN - 1046 TCN)                                |
| Thương                      | vãn Thương | Triều Ca (có thuyết cho là nay thuộc trấn Triều Ca, Kỳ huyện, Hà Nam) | Đế Tân Thụ (khoảng 1046 TCN)                                                         |
| Chu                         | Tiên Chu | (nay thuộc đông nam bộ tỉnh Sơn Tây) | Khí - Bất Truật                                                                      |
| Chu                         | Tiên Chu | (thuộc lưu vực sông Phần thời cổ, nay thuộc trung bộ tỉnh Sơn Tây) | Bất Truật - Công Lưu                                                                 |
| Chu                         | Tiên Chu | Thai (nay thuộc đông nam bộ tỉnh Sơn Tây, tương truyền nay thuộc Vũ Công, Thiểm Tây) | Công Lưu                                                                             |
| Chu                         | Tiên Chu | Bân(có thuyết cho là nay thuộc phía tây Hầu Mã, Sơn Tây; phụ cận lưu vực sông Phần thời cổ nay thuộc Vạn Vinh, Hà Tân, Tắc Sơn của Sơn Tây; tương truyền nay thuộc Bân huyện, Thiểm Tây)                              | Công Lưu - Chu Thái vương                                                            |
| Chu                         | Tiên Chu | Kì Chu (nay thuộc Kỳ Sơn và Phù Phong của Thiểm Tây) | Chu Thái vương - Chu Văn vương                                                       |
| Chu                         | Tiên Chu | Hạo (đô thành, trung tâm chính trị phía tây, nay cách Tây An 12 km về phía tây nam, thuộc khu Tần Đô của Hàm Dương, Thiểm Tây)                                                                                        | Chu Văn vương - khoảng 1046 TCN                                                      |
| Chu                         | Tây Chu | Hạo／Tông Chu (nay thuộc khu Tần Đô, Hàm Dương, Thiểm Tây) | khoảng 1046 TCN - 771 TCN                                                            |
| Chu                         | Tây Chu | Thành Chu (bồi đô, nay thuộc khu Tây Công, Lạc Dương, Hà Nam) | khoảng 1046 TCN - 771 TCN                                                            |
| Chu                         | Tây Chu | Trịnh (nay thuộc Hoa huyện, Thiểm Tây) | Chu Mục vương                                                                        |
| Chu                         | Tây Chu | Khuyển Khâu (nay thuộc Hưng Bình, Thiểm Tây) | Chu Ý vương                                                                          |
| Chu                         | Đông Chu | Thành Chu (nay thuộc khu Tây Công, Lạc Dương, Hà Nam) | 770 TCN - 367 TCN                                                                    |
| Chu                         | Đông Chu | Lạc (đô thành Tây Chu quốc, nay thuộc khu Tây Công, Lạc Dương, Hà Nam) | 367 TCN - 256 TCN                                                                    |
| Chu                         | Đông Chu | Củng (đô thành Đông Chu quốc, nay thuộc tây nam Củng Nghĩa, Hà Nam) | 367 - 249 TCN                                                                        |
| Tần                         | Tần | Tây Thùy (nay thuộc khu vực tỉnh Cam Túc) | ？ - Phi Tử                                                                          |
| Tần                         | Tần | Tần Ấp (nay thuộc khu vực Thanh Thủy và Trương Gia Xuyên, Thiểm Tây) | Phi Tử - 822 TCN                                                                     |
| Tần                         | Tần | Khuyển Khâu (nay thuộc Lễ, Cam Túc) | 822 TCN - 776 TCN                                                                    |
| Tần                         | Tần | Khiên Ấp (có thuyết cho là nay thuộc Lũng huyện, Thiểm Tây) | 776 TCN - 762 TCN                                                                    |
| Tần                         | Tần | Khiên Vị Chi Hội (nay thuộc My, Thiểm Tây) | 762 TCN - 714 TCN                                                                    |
| Tần                         | Tần | Bình Dương (nay thuộc Bảo Kê, Thiểm Tây) | 714 TCN - 677 TCN                                                                    |
| Tần                         | Tần | Ung (nay thuộc đông nam Phượng Tường, Thiểm Tây) | 677 TCN - 383 TCN                                                                    |
| Tần                         | Tần | Lịch Dương (nay thuộc đông nam Phú Bình, Thiểm Tây) | 383 TCN - 350 TCN                                                                    |
| Tần                         | Tần | Hàm Dương (nay thuộc đông bắc Hàm Dương, Thiểm Tây) | 350 TCN - 207 TCN                                                                    |
| Hán                         | Tây Hán | Lạc Dương (nay thuộc Lạc Dương, Hà Nam) | 202 TCN                                                                              |
| Hán                         | Tây Hán | Lịch Dương (nay thuộc khu Lâm Đồng, Tây An, Thiểm Tây) | 202 TCN - 200 TCN                                                                    |
| Hán                         | Tây Hán | Trường An | 200 TCN - 8 TCN                                                                      |
| Hán                         | nhà Tân | Thường An (tức Trường An) | 8 - 2 ÂL/23                                                                          |
| Hán                         | Huyền Hán | Uyển Thành (nay thuộc khu Uyển Thành, Nam Dương, Hà Nam) | 2 ÂL/23 - 10 ÂL/23                                                                   |
| Hán                         | Huyền Hán | Lạc Dương | 10 ÂL/23 - 24                                                                        |
| Hán                         | Huyền Hán | Trường An | 24 - 10 ÂL/25                                                                        |
| Hán                         | Xích Mi Hán | Trường An | 10 ÂL/25 - 27                                                                        |
| Hán                         | Đông Hán | Hạo Thành (nay thuộc trấn Cố Thành Điếm, Bách Hương, Hà Bắc) | 5/8/25 - 26                                                                          |
| Hán                         | Đông Hán | Lạc Dương (nay thuộc Lạc Dương, Hà Nam) | 26 - 190                                                                             |
| Hán                         | Đông Hán | Trường An | 191 - 195                                                                            |
| Hán                         | Đông Hán | Hứa huyện (nay thuộc Hứa Xương, Hà Nam) | 196 - 220                                                                            |
| Hán                         | Thục Hán (Tam Quốc) | Thành Đô | 221 - 263                                                                            |
| Tào Ngụy (Tam Quốc)         | Tào Ngụy (Tam Quốc) | Nghiệp (nay nằm tại nơi giáp ranh giữa hai huyện Lâm Chương và Từ thuộc tỉnh Hà Bắc) | 204 - 220                                                                            |
| Tào Ngụy (Tam Quốc)         | Tào Ngụy (Tam Quốc) | Hứa huyện (nay thuộc Hứa Xương, Hà Nam) | 220 - 221                                                                            |
| Tào Ngụy (Tam Quốc)         | Tào Ngụy (Tam Quốc) | Lạc Dương | 221 - 265                                                                            |
| Đông Ngô (Tam Quốc)         | Đông Ngô (Tam Quốc) | Công An (nay thuộc Công An, Hồ Bắc) | - 221                                                                                |
| Đông Ngô (Tam Quốc)         | Đông Ngô (Tam Quốc) | Vũ Xương (nay ở phía đông khu Ngạc Thành, Ngạc Châu, Hồ Bắc) | 221 - 9 ÂL/229                                                                       |
| Đông Ngô (Tam Quốc)         | Đông Ngô (Tam Quốc) | Kiến Nghiệp (nay thuộc Nam Kinh, Giang Tô) | 9 ÂL/229 - 9 ÂL/265                                                                  |
| Đông Ngô (Tam Quốc)         | Đông Ngô (Tam Quốc) | Vũ Xương (nay ở phía đông khu Ngạc Thành, Ngạc Châu, Hồ Bắc) | 9 ÂL/265 - 12 ÂL/266                                                                 |
| Đông Ngô (Tam Quốc)         | Đông Ngô (Tam Quốc) | Kiến Nghiệp (nay thuộc Nam Kinh, Giang Tô) | 12 ÂL/266 - 280                                                                      |
| Tấn                         | Tây Tấn | Lạc Dương | 265 - 6 ÂL/311                                                                       |
| Tấn                         | Tây Tấn | Trường An | 1 ÂL/313 - 11 ÂL/316                                                                 |
| Tấn                         | Đông Tấn | Kiến Khang (nay thuộc Nam Kinh, Giang Tô) | 317 - 420                                                                            |
| Bắc Ngụy (Bắc triều)        | Đại quốc (Thập Lục Quốc) | | 338 - 340                                                                            |
| Bắc Ngụy (Bắc triều)        | Đại quốc (Thập Lục Quốc) | Thịnh Lạc (nay ở phía bắc thôn Thạch Thành Tử, Hòa Lâm Cách Nhĩ, Nội Mông) | 340 - 376                                                                            |
| Bắc Ngụy (Bắc triều)        | Đại quốc (Thập Lục Quốc) | Ngưu Xuyên (nằm bên bờ sông Tháp Bố nay thuộc Hô Hòa Hạo Đặc, Nội Mông) | 1 ÂL/386 - 386                                                                       |
| Bắc Ngụy (Bắc triều)        | Đại quốc (Thập Lục Quốc) | Thịnh Lạc (nay ở phía bắc thôn Thạch Thành Tử, Hòa Lâm Cách Nhĩ, Nội Mông) | 386 - 4 ÂL/386                                                                       |
| Bắc Ngụy (Bắc triều)        | Bắc Ngụy (Bắc triều) | Thịnh Lạc (nay ở phía bắc thôn Thạch Thành Tử, Hòa Lâm Cách Nhĩ, Nội Mông) | 4 ÂL/386 - 398                                                                       |
| Bắc Ngụy (Bắc triều)        | Bắc Ngụy (Bắc triều) | Bình Thành (nay ở về phía bắc của thị khu Đại Đồng, Sơn Tây) | 7 ÂL/398 - 494                                                                       |
| Bắc Ngụy (Bắc triều)        | Bắc Ngụy (Bắc triều) | Lạc Dương | 494 - 534                                                                            |
| Bắc Ngụy (Bắc triều)        | Đông Ngụy (Bắc triều) | Nghiệp (nay nằm tại nơi giáp ranh giữa hai huyện Lâm Chương và Từ thuộc tỉnh Hà Bắc) | 534 - 550                                                                            |
| Bắc Ngụy (Bắc triều)        | Tây Ngụy (Bắc triều) | Trường An | 535 - 557                                                                            |
| Bắc Tề (Bắc triều)          | Bắc Tề (Bắc triều) | Nghiệp Thành (nay nằm tại nơi giáp ranh giữa hai huyện Lâm Chương và Từ thuộc tỉnh Hà Bắc) | 550 - 577                                                                            |
| Bắc Chu (Bắc triều)         | Bắc Chu (Bắc triều) | Trường An | 557 - 581                                                                            |
| Lưu Tống (Nam triều)        | Lưu Tống (Nam triều) | Kiến Khang (nay thuộc Nam Kinh, Giang Tô) | 420 - 479                                                                            |
| Nam Tề (Nam triều)          | Nam Tề (Nam triều) | Kiến Khang (nay thuộc Nam Kinh, Giang Tô) | 479 - 502                                                                            |
| Lương (Nam triều)           | | Kiến Khang (nay thuộc Nam Kinh, Giang Tô) | 502 - 552                                                                            |
| Lương (Nam triều)           | Giang Lăng (nay thuộc khu Kinh Châu, Hồ Bắc)                                                                                    | 552 - 555 |                                                                                      |
| Lương (Nam triều)           | Kiến Khang (nay thuộc Nam Kinh, Giang Tô)                                                                                       | 555 - 557 |                                                                                      |
| Lương (Nam triều)           | Hậu Lương | Giang Lăng (nay thuộc khu Kinh Châu, Hồ Bắc) | 555 - 587                                                                            |
| Trần (Nam triều)            | Trần (Nam triều) | Kiến Khang (nay thuộc Nam Kinh, Giang Tô) | 557 - 589                                                                            |
| Tùy                         | Tùy | Đông Kinh (nay thuộc Lạc Dương, Hà Nam) | 581 - 582                                                                            |
| Tùy                         | Tùy | Đại Hưng (tức Trường An) | 582 - 584                                                                            |
| Tùy                         | Tùy | Đông Kinh (nay thuộc Lạc Dương, Hà Nam) | 584 - 585                                                                            |
| Tùy                         | Tùy | Đại Hưng (tức Trường An) | 585 - 604                                                                            |
| Tùy                         | Tùy | Đông Kinh (Đông đô, nay thuộc Lạc Dương, Hà Nam) | 604 - 618                                                                            |
| Tùy                         | Tùy | Đại Hưng (Kinh sư, tức Trường An) | 604 - 618                                                                            |
| Đường                       | | Trường An | 618 - 690                                                                            |
| Đường                       | Đông Đô (nay thuộc Lạc Dương, Hà Nam)                                                                                           | 690 - 16/10/705 (Chính quyền Võ Chu) |                                                                                      |
| Đường                       | Chu | Thần Đô (nay thuộc Lạc Dương, Hà Nam) | 16/10/690 - 3/3/705 (chính quyền Võ Chu)                                             |
| Đường                       | | Trường An | 3/3/705 - 2 ÂL/904                                                                   |
| Đường                       | Lạc Dương | 2 ÂL/904 - 907 |                                                                                      |
| Hậu Lương (Ngũ Đại)         | Hậu Lương (Ngũ Đại) | Đông Đô (nay thuộc Khai Phong, Hà Nam) | 907 - 909                                                                            |
| Hậu Lương (Ngũ Đại)         | Hậu Lương (Ngũ Đại) | Tây Đô (nay thuộc Lạc Dương, Hà Nam) | 909 - 913                                                                            |
| Hậu Lương (Ngũ Đại)         | Hậu Lương (Ngũ Đại) | Đông Đô (nay thuộc Khai Phong, Hà Nam) | 913 - 923                                                                            |
| Hậu Đường (Ngũ Đại)         | Hậu Đường (Ngũ Đại) | Đông Đô (nay thuộc Lạc Dương, Hà Nam) | 923 - 936                                                                            |
| Hậu Tấn (Ngũ Đại)           | Hậu Tấn (Ngũ Đại) | Đông Kinh (nay thuộc Khai Phong, Hà Nam) | 936 - 947                                                                            |
| Hậu Hán (Ngũ Đại)           | | Đông Kinh (nay thuộc Khai Phong, Hà Nam) | 947 - 951                                                                            |
| Hậu Hán (Ngũ Đại)           | Bắc Hán (Thập Quốc) | Thái Nguyên | 951 - 979                                                                            |
| Hậu Chu (Ngũ Đại)           | Hậu Chu (Ngũ Đại) | Đông Kinh (nay thuộc Khai Phong, Hà Nam) | 951 - 960                                                                            |
| Tống                        | Bắc Tống | Đông Kinh (nay thuộc Khai Phong, Hà Nam) | 4/2/960 - 20/3/1127                                                                  |
| Tống                        | Nam Tống | Nam Kinh (nay thuộc Thương Khâu, Hà Nam) | 12/6/1127 - ？                                                                       |
| Tống                        | Nam Tống | Dương Châu | ？ - 2 ÂL/1129                                                                       |
| Tống                        | Nam Tống | Trấn Giang | 2 ÂL/1129 - 1129                                                                     |
| Tống                        | Nam Tống | Lâm An (nay thuộc Hàng Châu, Chiết Giang) | 1129 - 9 ÂL/1129                                                                     |
| Tống                        | Nam Tống | Việt Châu (nay thuộc Thiệu Hưng, Chiết Giang) | 10 ÂL/1129 - 12 ÂL/1129                                                              |
| Tống                        | Nam Tống | Minh Châu (nay thuộc Ninh Ba, Chiết Giang) | 12 ÂL/1129 - 1129                                                                    |
| Tống                        | Nam Tống | Định Hải (nay thuộc khu Định Hải, Ninh Ba, Chiết Giang) | 1129 - 1 ÂL/1130                                                                     |
| Tống                        | Nam Tống | (trên vùng biển gần bờ Thai Châu và Ôn Châu) | 1 ÂL/1130 - 4 ÂL/1130                                                                |
| Tống                        | Nam Tống | Chương An (nay thuộc khu Tiêu Giang, Thai Châu, Chiết Giang) | 12/2/1130 - 28/2/1130                                                                |
| Tống                        | Nam Tống | Việt Châu (nay thuộc Thiệu Hưng, Chiết Giang) | 4 ÂL/1130 - hạ 1130                                                                  |
| Tống                        | Nam Tống | Lâm An (nay thuộc Hàng Châu, Chiết Giang) | hạ 1130 - 4/2/1276                                                                   |
| Tống                        | Nam Tống | Phúc Châu | 14/6/1276 - 1277                                                                     |
| Tống                        | Nam Tống | Quảng Châu | 1277 - 3 ÂL/1278                                                                     |
| Tống                        | Nam Tống | Mai Úy Tường Long (nay thuộc Mai Oa, đảo Đại Nhĩ Sơn, Hương Cảng) | 3 ÂL/1278 - 1278                                                                     |
| Tống                        | Nam Tống | Nhai Sơn (nay thuộc trấn Cổ Tỉnh, khu Tân Hội, Giang Môn, Quảng Đông) | 1278 - 19/3/1279                                                                     |
| Liêu                        | Khiết Đan | | 907 - 916                                                                            |
| Liêu                        | Khiết Đan Quốc | | 916 - 918                                                                            |
| Liêu                        | Khiết Đan Quốc | Thượng Kinh (nay là Ba La thành ở phía nam trấn Lâm Đông, kỳ Ba Lâm Tả, Nội Mông) | 918 - khoảng từ 936 đến 947                                                          |
| Liêu                        | [ note 12 ] | Thượng Kinh (nay là Ba La thành ở phía nam trấn Lâm Đông, kỳ Ba Lâm Tả, Nội Mông) | khoảng 936 đến 947 - 983                                                             |
| Liêu                        | Khiết Đan Quốc | Thượng Kinh (nay là Ba La thành ở phía nam trấn Lâm Đông, kỳ Ba Lâm Tả, Nội Mông) | 983 - 1066                                                                           |
| Liêu                        | Đại Liêu | Thượng Kinh (nay là Ba La thành ở phía nam trấn Lâm Đông, kỳ Ba Lâm Tả, Nội Mông) | 1066 - 1120                                                                          |
| Liêu                        | Bắc Liêu | Nam Kinh (nay thuộc tây nam khu Tân Thành và đông khu Phong Đài của Bắc Kinh) | 1122 - 1123                                                                          |
| Liêu                        | Tây Bắc Liêu | Khả Đôn thành (nay thuộc huyện Đạt Hân Kỳ Lăng, tỉnh Bố Nhĩ Can, Mông Cổ) | 1124 - 1130                                                                          |
| Liêu                        | Tây Liêu | Hiệp Mật Lập (nay thuộc Ngạch Mẫn, Tân Cương) | 1132 - 1134                                                                          |
| Liêu                        | Tây Liêu | Hổ Tư Oát Nhĩ Đóa (nay thuộc Tokmok, Chuy, Kyrgyzstan) | 1134 - 1218                                                                          |
| Liêu                        | Đông Liêu | Trung Kinh (nay thuộc Khai Nguyên, Liêu Ninh) | 1213 - 1269                                                                          |
| Liêu                        | Hậu Liêu | Trừng Châu (nay thuộc Hải Thành, Liêu Ninh) | 1216 - 1219                                                                          |
| Tây Hạ                      | Tây Hạ | Hưng Khánh (nay thuộc Ngân Xuyên, Ninh Hạ) | 1038－1227                                                                           |
| Đại Kim                     | Đại Kim | Thượng Kinh (nay thuộc khu A Thành, Cáp Nhĩ Tân, Hắc Long Giang) | 1115 - 3 ÂL/1153                                                                     |
| Đại Kim                     | Đại Kim | Trung Đô (nay thuộc tây nam khu Tây Thành và đông khu Phong Đài thuộc Bắc Kinh) | 3 ÂL/1153 - 1214                                                                     |
| Đại Kim                     | Đại Kim | Đông Kinh (nay thuộc Liêu Dương, Liêu Ninh) | 27/10/1161 - 12 ÂL/1161                                                              |
| Đại Kim                     | Đại Kim | Nam Kinh (nay thuộc Khai Phong, Hà Nam) | 1214 - 25/12 ÂL (1232)                                                               |
| Đại Kim                     | Đại Kim | Quy Đức (nay thuộc Thương Khâu, Hà Nam) | 1232 - ？                                                                            |
| Đại Kim                     | Đại Kim | Thái Châu (nay thuộc huyện Nhữ Nam, Hà Nam) | ？ - 9/22/1234                                                                       |
| Đại Nguyên                  | Đại Mông Cổ Quốc | Khoát Điệt Ngạch A Lạt Đặc (nay thuộc huyện Đức Lặc Cách Nhĩ Hãn, tỉnh Khẳng Đặc, Mông Cổ) | Thành Cát Tư Hãn-Mông Kha                                                            |
| Đại Nguyên                  | Đại Mông Cổ Quốc | Cáp Lạp Hòa Lâm (nay thuộc huyện Cáp Lạp Hòa Lâm, tỉnh Tiền Hàng Ái, Mông Cổ) | 1220 - 8/1264                                                                        |
| Đại Nguyên                  | | Khai Bình／Thượng Đô (nay nằm ở bờ bắc sông Thiểm Điện thuộc kỳ Chính Lam, Nội Mông) | 5/5/1260 - 1276                                                                      |
| Đại Nguyên                  | Yên Kinh／Đại Đô (nay thuộc Bắc Kinh)                                                                                           | 1271 - 8 ÂL/1368 |                                                                                      |
| Đại Nguyên                  | Bắc Nguyên | Thượng Đô (nay thuộc kỳ Chính Lam, Nội Mông) | 8 ÂL/1368 - 1369                                                                     |
| Đại Nguyên                  | Bắc Nguyên | Ứng Xương (nay thuộc tô mộc Đạt Nhĩ Hãn, kỳ Khách Thập Khắc Đằng, Nội Mông) | 1369 - 1370                                                                          |
| Đại Nguyên                  | Bắc Nguyên | Cáp Lạp Hòa Lâm (nay thuộc huyện Cáp Lạp Hòa Lâm, tỉnh Tiền Hàng Ái, Mông Cổ) | 1370 - 1388                                                                          |
| Đại Minh                    | | Nam Kinh | 23/1/1368 - 2/2/1421                                                                 |
| Đại Minh                    | Bắc Kinh | 2/2/1421 - 1424 |                                                                                      |
| Đại Minh                    | Nam Kinh | 1424 - 1441 |                                                                                      |
| Đại Minh                    | Bắc Kinh | 1441 - 25/4/1644 |                                                                                      |
| Đại Minh                    | Nam Minh | Nam Kinh | 7/6/1644 - 17/6/1645 (Phúc Vương Chu Do Tung)                                        |
| Đại Minh                    | Nam Minh | Phúc Châu | 29/6/1645 - 1/10/1646 (Đường Vương Chu Duật Kiện)                                    |
| Đại Minh                    | Nam Minh | Quảng Châu | 18/12/1646 - 20/1/1647 (Đường Vương Chu Duật Việt)                                   |
| Đại Minh                    | Nam Minh | Hàng Châu | 1/7/1645 - 7/7/1645 (Lộ Vương Chu Thường Phương)                                     |
| Đại Minh                    | Nam Minh | Triệu Khánh | 20/11/1646 - 15/3/1652 (Quế Vương Chu Do Lang)                                       |
| Đại Minh                    | Nam Minh | An Long (nay thuộc huyện An Long, Quý Châu) | 15/3/1652 - 11/1/1662 (Quế Vương Chu Do Lang)                                        |
| Đại Minh                    | Nam Minh | Thiệu Hưng | 3/8/1645 - 14/7/1646 (Lỗ Vương Chu Dĩ Hải)                                           |
| Đại Minh                    | Nam Minh | Thai Châu | 14/7/1646 - 4/1653 (Lỗ Vương Chu Dĩ Hải)                                             |
| Đại Minh                    | Nam Minh | Quế Lâm | 22/9/1645 - 14/10/1645 (Tĩnh Giang Vương Chu Hanh Gia)                               |
| Đại Minh                    | Nam Minh | Phủ Châu | 11/1645 (Ích Vương Chu Từ Đài)                                                       |
| Đại Minh                    | Nam Minh | Long Du | 1646 (Ích Dương Vương Chu Thuật Nhã)                                                 |
| Đại Minh                    | Nam Minh | Yết Dương | 18/10/1647 - 21/10/1647 (Ích Vương Chu Do Trăn)                                      |
| Đại Minh                    | Nam Minh | Quỳ Châu (nay thuộc Phụng Tiết, Trùng Khánh) | 2/1649 - xuân 1650 (Sở Vương Chu Dung Phiên)                                         |
| Đại Minh                    | Minh Trịnh | Đông Đo／Đông Ninh (nay thuộc Đài Nam, Đài Loan) | 4/1661 - 1683 (Trịnh Thành Công, Trịnh Kinh, Trịnh Khắc Sảng)                        |
| Đại Thanh                   | Nữ Chân Quốc | Phật A Lạp (nay thuộc thôn Nhị Đạo, trấn Vĩnh Lăng, Tân Tân, Liêu Ninh) | 2/1587 - 2/1603                                                                      |
| Đại Thanh                   | Đại Kim | Hách Đồ A Lạp (nay thuộc thôn Lão Thành, trấn Vĩnh Lăng, Tân Tân, Liêu Ninh) | 2/1603 - 11/1620                                                                     |
| Đại Thanh                   | Đại Kim | Giới Phiên (nay thuộc vùng ranh giới giữa thôn Cao Ly của trấn Chương Đảng và thôn Thụ Bi của hương Lý Gia, huyện Phủ Thuận, Liêu Ninh)                                                                               | 11/1620 - 9/1621                                                                     |
| Đại Thanh                   | Đại Kim | Đông Kinh (nay thuộc thôn Tân Thành, hương Đông Kinh Lăng, khu Thái Tử Hà, Liêu Dương, Liêu Ninh) | 9/1621 - 11/4/1625                                                                   |
| Đại Thanh                   | Đại Kim | Thẩm Dương/Thịnh Kinh | 11/4/1625 - 15/5/1636                                                                |
| Đại Thanh                   | | Thịnh Kinh (nay thuộc Thẩm Dương, Liêu Ninh) | 15/5/1636 - 20/9/1644                                                                |
| Đại Thanh                   | Bắc Kinh | 20/9/1644 - 12/2/1912 |                                                                                      |
| Đại Thanh                   | Bắc Kinh | 1/7/1917 - 12/7/1917 (Trương Huân phục tịch) |                                                                                      |
| Trung Hoa Dân Quốc          | | Vũ Xương (nay thuộc Vũ Xương, Vũ Hán, Hồ Bắc) | 11/10/1911 - 1/1/1912 (Trung ương quân chính phủ)                                    |
| Trung Hoa Dân Quốc          | Nam Kinh | 1/1/1912 - 10/3/1912 (Lâm thời chính phủ) |                                                                                      |
| Trung Hoa Dân Quốc          | Bắc Kinh | 10/3/1912 - 2/4/1912 (Lâm thời chính phủ) |                                                                                      |
| Trung Hoa Dân Quốc          | Bắc Kinh | 2/4/1912 - 12/12/1915 (Bắc Dương chính phủ) |                                                                                      |
| Trung Hoa Dân Quốc          | Trung Hoa Đế quốc | Bắc Kinh | 12/12/1915 - 22/3/1916 (Trung Hoa Đế quốc)                                           |
| Trung Hoa Dân Quốc          | | Bắc Kinh | 22/3/1916 - 30/6/1917 (Bắc Dương chính phủ)                                          |
| Trung Hoa Dân Quốc          | Bắc Kinh | 13/7/1917 - 30/5/1928 (Bắc Dương chính phủ) |                                                                                      |
| Trung Hoa Dân Quốc          | Phụng Thiên (nay thuộc Thẩm Dương, Liêu Ninh)                                                                                   | 30/5/1928 - 19/12/1928 (Bắc Dương chính phủ) |                                                                                      |
| Trung Hoa Dân Quốc          | Quảng Châu | 1/7/1925 - 21/2/1927 (Quảng Châu Quốc Dân chính phủ) |                                                                                      |
| Trung Hoa Dân Quốc          | Vũ Hán | 21/2/1927 - 19/8/1927 (Vũ Hán Quốc Dân chính phủ) |                                                                                      |
| Trung Hoa Dân Quốc          | Nam Kinh | 18/4/1927 - 20/11/1937 |                                                                                      |
| Trung Hoa Dân Quốc          | Bắc Bình (nay là Bắc Kinh) | 9/9/1930 - 23/9/1930 (Bắc Bình Quốc Dân chính phủ) |                                                                                      |
| Trung Hoa Dân Quốc          | Thái Nguyên | 23/9/1930 - 4/11/1930 (Bắc Bình Quốc Dân chính phủ) |                                                                                      |
| Trung Hoa Dân Quốc          | Quảng Châu | 28/5/1931 - 22/12/1931 (Quảng Châu Quốc Dân chính phủ) |                                                                                      |
| Trung Hoa Dân Quốc          | Vũ Hán | 21/11/1937 - 10/12/1937 (thủ đô thời chiến trên thực tế) |                                                                                      |
| Trung Hoa Dân Quốc          | Trùng Khánh | 21/11/1937 - 5/5/1946 |                                                                                      |
| Trung Hoa Dân Quốc          | Nam Kinh | 30/3/1940 - 10/8/1945 (chính quyền Uông Tinh Vệ) |                                                                                      |
| Trung Hoa Dân Quốc          | Nam Kinh | 5/5/1946 - 23/4/1949 |                                                                                      |
| Trung Hoa Dân Quốc          | Quảng Châu | 23/4/1949 - 14/10/1949 |                                                                                      |
| Trung Hoa Dân Quốc          | Trùng Khánh | 14/10/1949 - 30/11/1949 |                                                                                      |
| Trung Hoa Dân Quốc          | Thành Đô | 30/11/1949 - 27/12/1949 |                                                                                      |
| Trung Hoa Dân Quốc          | Tây Xương | 27/12/1949 - 27/3/1950 |                                                                                      |
| Trung Hoa Dân Quốc          | Đài Bắc | 10/12/1949 - nay |                                                                                      |
| Cộng hòa Nhân dân Trung Hoa | Cộng hòa Nhân dân Trung Hoa | Bắc Kinh | 1/10/1949 - nay                                                                      |

## Kinh đô các chư hầu thời Chu
Danh sách này không đầy đủ, bạn cũng có thể giúp mở rộng danh sách.
| Kinh đô các chư hầu nhà Chu | Kinh đô các chư hầu nhà Chu | Kinh đô các chư hầu nhà Chu                                       | Kinh đô các chư hầu nhà Chu         |
| Triều đại/Quốc hiệu         | Triều đại/Quốc hiệu         | Kinh đô                                                           | Niên đại                            |
| Xuân Thu Chiến Quốc         | Xuân Thu Chiến Quốc         | Xuân Thu Chiến Quốc                                               | Xuân Thu Chiến Quốc                 |
| --------------------------- | --------------------------- | ----------------------------------------------------------------- | ----------------------------------- |
| Ngô                         | Ngô                         | Cô Tô (nay thuộc Tô Châu, Giang Tô)                               | ？ - 473 TCN                        |
| Hứa                         | Hứa                         | Hứa (nay thuộc Hứa Xương, Hà Nam)                                 | thế kỷ XI TCN - ？                  |
| Hứa                         | Hứa                         | Diệp (nay ở tây nam Diệp huyện, Hà Nam)                           | ？ - ？                             |
| Hứa                         | Hứa                         | Thành Phụ (nay thuộc Bạc Châu, An Huy)                            | ？ - 475 TCN                        |
| Khương Tề                   | Khương Tề                   | Doanh Khâu, Lâm Truy (nay thuộc khu Lâm Truy, Truy Bác, Sơn Đông) | thế kỷ XI TCN - 386 TCN             |
| Lỗ                          | Lỗ                          | Lỗ Sơn (nay thuộc huyện Lỗ Sơn, Hà Nam)                           | thế kỷ XI TCN - ？                  |
| Lỗ                          | Lỗ                          | Yểm Thành (nay thuộc Khúc Phụ, Sơn Đông)                          | thế kỷ XI TCN - ？                  |
| Lỗ                          | Lỗ                          | Khúc Phụ (nay thuộc Khúc Phụ, Sơn Đông)                           | ？ - 256 TCN                        |
| Yên                         | Yên                         | Kế (nay thuộc Phòng Sơn, Bắc Kinh)                                | thế kỷ XI TCN - 226 TCN             |
| Yên                         | Yên                         | Tương Bình (nay thuộc Liêu Dương, Liêu Ninh)                      | 226 TCN－222 TCN                    |
| Sái                         | Sái                         | Sái (tức Thượng Sái, nay ở tâu nam huyện Thượng Sái, Hà Nam)      | thế kỷ XI TCN－531 TCN              |
| Sái                         | Sái                         | Lã Đình (tức Tân Sái, nay thuộc Tân Sái, Hà Nam)                  | 528 TCN－493 TCN                    |
| Sái                         | Sái                         | Châu Lai (tức Hạ Sái, nay thuộc Phượng Đài, An Huy)               | 493 TCN－447 TCN                    |
| Tào                         | Tào                         | Đào Khâu (nay ở tây nam huyện Định Đào, Sơn Đông)                 | thế kỷ XI TCN - 487 TCN             |
| Trần                        | Trần                        | Uyển Khâu (nay ở đông nam huyện Hoài Dương, Hà Nam)               | thế kỷ XI TCN - 478 TCN             |
| Kỷ (杞)                     | Kỷ (杞)                     | Kỷ (nay thuộc Kỷ huyện, Hà Nam)                                   | thế kỷ XI TCN - ？                  |
| Kỷ (杞)                     | Kỷ (杞)                     | Tân Thái (nay thuộc Tân Thái, Sơn Đông)                           |                                     |
| Kỷ (杞)                     | Kỷ (杞)                     | Thuần Vu (nay ở đông bắc huyện An Khâu, Sơn Đông)                 | ？ - 445 TCN                        |
| Vệ                          | Vệ                          | Triều Ca (nay thuộc Kỳ huyện, Hà Nam)                             | thế kỷ XI TCN - 660 TCN             |
| Vệ                          | Vệ                          | Tào (nay thuộc Hoạt huyện, Hà Nam)                                | 660 TCN                             |
| Vệ                          | Vệ                          | Sở Khâu (nay ở phía đông Hoạt huyện, Hà Nam)                      | 659 TCN－629 TCN                    |
| Vệ                          | Vệ                          | Đế Khâu (sau đổi thành Bộc Dương, nay thuộc Bộc Dương, Hà Nam)    | 629 TCN－241 TCN                    |
| Vệ                          | Vệ                          | Dã Vương (nay thuộc Thấm Dương, Hà Nam)                           | 241 TCN－209 TCN                    |
| Tống                        | Tống                        | Thương Khâu (nay thuộc Thương Khâu, Hà Nam)                       | thế kỷ XI TCN - ？                  |
| Tống                        | Tống                        | Bành Thành (nay thuộc Từ Châu, Giang Tô)                          | sơ kỳ Chiến Quốc - 286 TCN          |
| Tấn                         | Tấn                         | Đường (sau gọi là Tấn, nay thuộc Thái Nguyên, Sơn Tây)            | thế kỷ XI TCN - ？                  |
| Tấn                         | Tấn                         | Khúc Ốc (nay thuộc huyện Khúc Ốc, Sơn Tây)                        | 744 TCN - 676 TCN                   |
| Tấn                         | Tấn                         | Giáng (sau gọi là Dực, nay ở đông nam huyện Dực Thành, Sơn Tây    | ？ - 679 TCN 676 TCN - ？           |
| Tấn                         | Tấn                         | Tân Điền (còn gọi là Tân Giáng, nay thuộc Hầu Mã, Sơn Tây)        |                                     |
| Tấn                         | Tấn                         | Đồn Lưu (nay ở phía nam huyện Đồn Lưu, Sơn Tây)                   |                                     |
| Tấn                         | Tấn                         | Đoan Thị (nay ở đông bắc huyện Thấm Thủy, Sơn Tây)                |                                     |
| Sở                          | Sở                          | Đan Dương (nay thuộc Tích Xuyên, Hà Nam)                          | thế kỷ XI TCN - 689 TCN             |
| Sở                          | Sở                          | Dĩnh (nay thuộc Kinh Châu, Hồ Bắc)                                | 689 TCN - 278 TCN                   |
| Sở                          | Sở                          | Trần (nay thuộc Hoài Dương, Hà Nam)                               | 278 TCN - 241 TCN                   |
| Sở                          | Sở                          | Thọ Xuân (nay thuộc Thọ huyện, An Huy)                            | 241 TCN - 223 TCN                   |
| Việt                        | Việt                        | Cối Kê (nay thuộc Thiệu Hưng, Chiết Giang)                        | ？ - 468 TCN ？ - 306 TCN           |
| Việt                        | Việt                        | Lang Da (nay thuộc Giao Nam, Sơn Đông)                            | 468 TCN - 378 TCN                   |
| Việt                        | Việt                        | Ngô (nay thuộc Tô Châu, Giang Tô)                                 | 378 TCN - ？                        |
| Trịnh                       | Trịnh                       | Trịnh (nay ở đông bắc Hoa huyện, Thiểm Tây)                       | 806 TCN - 771 TCN                   |
| Trịnh                       | Trịnh                       | Tân Trịnh (nay thuộc Tân Trịnh, Hà Nam)                           | 770 TCN - 375 TCN                   |
| Triệu                       | Triệu                       | Trung Mưu (nay thuộc huyện Thang Âm, Hà Nam)                      | 403 TCN - 386 TCN                   |
| Triệu                       | Triệu                       | Hàm Đan (nay thuộc Hàm Đan, Hà Bắc)                               | 386 TCN - 353 TCN 351 TCN - 228 TCN |
| Triệu                       | Triệu                       | Tín Đô (nay thuộc Ký Châu, Hà Bắc)                                | 353 TCN - 351 TCN                   |
| Ngụy                        | Ngụy                        | An Ấp (nay thuộc Hạ huyện, Sơn Tây)                               | 403 TCN - 361 TCN                   |
| Ngụy                        | Ngụy                        | Đại Lương (nay thuộc Khai Phong, Hà Nam)                          | 361 TCN - 225 TCN                   |
| Hàn                         | Hàn                         | Bình Dương (nay thuộc Lâm Phần, Sơn Tây)                          | 403 TCN - ？                        |
| Hàn                         | Hàn                         | Dương Địch (nay thuộc Vũ Châu, Hà Nam)                            | ？ - 375 TCN                        |
| Hàn                         | Hàn                         | Tân Trịnh (nay thuộc Tân Trịnh, Hà Nam)                           | 375 TCN - 230 TCN                   |
| Điền Tề                     | Điền Tề                     | Lâm Truy (nay thuộc Truy Bác, Sơn Đông)                           | 386 TCN - 221 TCN                   |
| Trung Sơn                   | Trung Sơn                   | Cố (nay thuộc Định Châu, Hà Bắc)                                  | 413 TCN - 407 TCN                   |
| Trung Sơn                   | Trung Sơn                   | Linh Thọ (nay thuộc Bình Sơn, Hà Bắc)                             | 378 TCN - 296 TCN                   |

## Kinh đô/Thủ đô các quốc gia khu vực
Danh sách này không đầy đủ, bạn cũng có thể giúp mở rộng danh sách.
| Kinh đô/Thủ đô chính quyền địa phương       | Kinh đô/Thủ đô chính quyền địa phương | Kinh đô/Thủ đô chính quyền địa phương | Kinh đô/Thủ đô chính quyền địa phương |
| Quốc hiệu                                   | Quốc hiệu                             | Kinh đô/Thủ đô | Niên đại                              |
| ------------------------------------------- | ------------------------------------- | --- | ------------------------------------- |
| Nam Việt                                    | Nam Việt                              | Phiên Ngung (nay là thành phố Quảng Châu, Quảng Đông)                                                                                               | 203 TCN - 111 TCN                     |
| Mân Việt                                    | Mân Việt                              | (nay là di tích vương thành Mân Việt, Vũ Di Sơn, Phúc Kiến)                                                                                         | ? - ?                                 |
| Mân Việt                                    | Mân Việt                              | Đông Dã (nay thuộc Bình Sơn, Phúc Châu, Phúc Kiến                                                                                                   | 202 TCN - 110 TCN                     |
| Dạ Lang                                     | Dạ Lang                               | (nay thuộc Tất Tiết, Quý Châu) | ? - ?                                 |
| Điền quốc                                   | Điền quốc                             | (nay thuộc Vân Nam) | 278 TCN?–115?                         |
| Đông Âu                                     | Đông Âu                               | (nay thuộc khu vực Ôn Châu và Thai Châu) | ?–?                                   |
| Tây Vực thời Lưỡng Hán                      |                                       | |                                       |
| Bì Sơn                                      | Bì Sơn                                | Bì Sơn thành (nay thuộc huyện Bì Sơn, Tân Cương) |                                       |
| Quy Từ                                      | Quy Từ                                | Diên thành (nay thuộc huyện Bái Thành, Tân Cương)                                                                                                   |                                       |
| Sa Xa                                       | Sa Xa                                 | (nay thuộc khu vực Diệp Nhĩ Khương, Sa Xa và Diệp Thành của Tân Cương)                                                                              |                                       |
| Lâu Lan                                     | Lâu Lan                               | Thiên Nê thành (nay thuộc Tân Cương) |                                       |
| Ô Lũy                                       | Ô Lũy                                 | trị sở đô hộ (nay thuộc huyện Luân Đài, Tân Cương)                                                                                                  |                                       |
| Ô Tôn                                       | Ô Tôn                                 | Xích Cốc thành |                                       |
| Thả Mạt                                     | Thả Mạt                               | Mạt Thành (nay thuộc Thả Mạt, Tân Cương) |                                       |
| Nhược Khương                                | Nhược Khương                          | (nay thuộc khu vực Đạt Bố Tốn Não Nhĩ của tỉnh Thanh Hải)                                                                                           |                                       |
| Sơ Lặc                                      | Sơ Lặc                                | Sơ Lặc thành (nay thuộc khu vực Già Sư, Tân Cương)                                                                                                  |                                       |
| Đại Nguyệt Chi                              | Đại Nguyệt Chi                        | Lam Chi thành |                                       |
| Đại Uyên                                    | Đại Uyên                              | Quý Sơn thành |                                       |
| Ngũ Hồ thập lục quốc                        |                                       | |                                       |
| Thành Hán                                   | Thành Hán                             | Thành Đô (nay thuộc Thành Đô, Tứ Xuyên) | 304－347                              |
| Hán Triệu (Thập Lục Quốc)                   | Hán Triệu (Thập Lục Quốc)             | Tả Quốc thành (nay thuộc Ly Thạch, Sơn Tây) | 304－308                              |
| Hán Triệu (Thập Lục Quốc)                   | Hán Triệu (Thập Lục Quốc)             | Bình Dương (nay thuộc Lâm Phần, Sơn Tây) | 308－319                              |
| Hán Triệu (Thập Lục Quốc)                   | Hán Triệu (Thập Lục Quốc)             | Trường An | 319－328                              |
| Hậu Triệu (Thập Lục Quốc)                   | Hậu Triệu (Thập Lục Quốc)             | Tương Quốc (nay thuộc Hình Đài, Hà Bắc) | 319－335                              |
| Hậu Triệu (Thập Lục Quốc)                   | Hậu Triệu (Thập Lục Quốc)             | Nghiệp | 335－350                              |
| Tiền Lương (Thập Lục Quốc)                  | Tiền Lương (Thập Lục Quốc)            | Cô Tang (nay thuộc Vũ Uy, Cam Túc) | 320－376                              |
| Tiền Yên (Thập Lục Quốc)                    | Tiền Yên (Thập Lục Quốc)              | Long Thành (nay thuộc Triều Dương, Liêu Ninh) | 337－352                              |
| Tiền Yên (Thập Lục Quốc)                    | Tiền Yên (Thập Lục Quốc)              | Kế (nay thuộc Bắc Kinh) | 352－357                              |
| Tiền Yên (Thập Lục Quốc)                    | Tiền Yên (Thập Lục Quốc)              | Nghiệp | 357－370                              |
| Nhiễm Ngụy (Thập Lục Quốc)                  | Nhiễm Ngụy (Thập Lục Quốc)            | Nghiệp | 350－352                              |
| Tiền Tần (Thập Lục Quốc)                    | Tiền Tần (Thập Lục Quốc)              | Trường An | 351－394                              |
| Hậu Yên (Thập Lục Quốc)                     | Hậu Yên (Thập Lục Quốc)               | Trung Sơn (nay thuộc Định Châu, Hà Bắc) | 386－397                              |
| Hậu Yên (Thập Lục Quốc)                     | Hậu Yên (Thập Lục Quốc)               | Long Thành (định hướng) | 398－409                              |
| Tây Yên (Thập Lục Quốc)                     | Tây Yên (Thập Lục Quốc)               | Trường Tử (nay ở phía tây Trường Tử, Sơn Tây) | 386－394                              |
| Hậu Tần (Thập Lục Quốc)                     | Hậu Tần (Thập Lục Quốc)               | Trường An | 386－417                              |
| Địch Ngụy (Thập Lục Quốc)                   | Địch Ngụy (Thập Lục Quốc)             | Hoạt Đài (nay ở phía đông Hoạt huyện, Hà Nam) | 388－392                              |
| Tây Tần (Thập Lục Quốc)                     | Tây Tần (Thập Lục Quốc)               | Dũng Sĩ Xuyên (nay thuộc Du Trung, Cam Túc) | 385－388                              |
| Tây Tần (Thập Lục Quốc)                     | Tây Tần (Thập Lục Quốc)               | Kinh Thành (nay ở phía tây Lan Châu, Cam Túc) | 388－395                              |
| Tây Tần (Thập Lục Quốc)                     | Tây Tần (Thập Lục Quốc)               | Tây Thành (nay thuộc Tĩnh Viễn, Cam Túc) | 395－400                              |
| Tây Tần (Thập Lục Quốc)                     | Tây Tần (Thập Lục Quốc)               | Uyển Xuyên (nay thuộc Tĩnh Viễn, Cam Túc) | 400 409－431                          |
| Hậu Lương (Thập Lục Quốc)                   | Hậu Lương (Thập Lục Quốc)             | Cô Tang | 386－403                              |
| Nam Lương (Thập Lục Quốc)                   | Nam Lương (Thập Lục Quốc)             | Lạc Đô (nay thuộc Thanh Hải) | 397－399 402－414                     |
| Nam Lương (Thập Lục Quốc)                   | Nam Lương (Thập Lục Quốc)             | Tây Bình (nay thuộc Tây Ninh, Thanh Hải) | 399－402                              |
| Tây Lương (Thập Lục Quốc)                   | Tây Lương (Thập Lục Quốc)             | Đôn Hoàng (nay thuộc Đôn Hoàng, Cam Túc) | 400 (số)－405                         |
| Tây Lương (Thập Lục Quốc)                   | Tây Lương (Thập Lục Quốc)             | Tửu Tuyền (nay thuộc Tửu Tuyền, Cam Túc) | 405 - 421                             |
| Bắc Lương (Thập Lục Quốc)                   | Bắc Lương (Thập Lục Quốc)             | Cô Tang | 397－439                              |
| Nam Yên (Thập Lục Quốc)                     | Nam Yên (Thập Lục Quốc)               | Hoạt Đài (nay thuộc Hoạt huyện, Hà Nam) | 398－400 (số)                         |
| Nam Yên (Thập Lục Quốc)                     | Nam Yên (Thập Lục Quốc)               | Quảng Cố (nay ở tây bắc Thanh Châu, Sơn Đông) | 400 (số)－410                         |
| Bắc Yên (Thập Lục Quốc)                     | Bắc Yên (Thập Lục Quốc)               | Xương Lê (nay thuộc Nghĩa huyện, Liêu Ninh) | 409－436                              |
| Hạ (Thập Lục Quốc)                          | Hạ (Thập Lục Quốc)                    | Thống Vạn Thành (nay gọi là Bạch Thành Tử, nay nằm ở bờ bắc sông Vô Định tại nơi giáp giới giữa Ô Thẩm thuộc Nội Mông và Tĩnh Biên thuộc Thiểm Tây) | 407－427                              |
| Hạ (Thập Lục Quốc)                          | Hạ (Thập Lục Quốc)                    | Trường An | 418                                   |
| Thổ Dục Hồn                                 | Thổ Dục Hồn                           | Phục Sĩ thành (nay thuộc huyện Cộng Hòa, Thanh Hải                                                                                                  | ? - ?                                 |
| Cao Câu Ly                                  | Tốt Bản Phù Dư                        | Tốt Bản Xuyên (nay thuộc Hoàn Nhân, Liêu Ninh) | 37 TCN－34 TCN                        |
| Cao Câu Ly                                  |                                       | Hột Thăng Cốt thành (nay thuộc Hoàn Nhân, Liêu Ninh)                                                                                                | 34 TCN－3                             |
| Cao Câu Ly                                  |                                       | Quốc Nội thành (nay thuộc Tập An, Cát Lâm) | 3－427                                |
| Cao Câu Ly                                  |                                       | Uất Na Nham thành／Hoàn Đô thành (nay ở tây bắc Tập An, Cát Lâm)                                                                                    | 197－427                              |
| Cao Câu Ly                                  |                                       | Bình Nhưỡng thành (nay ở đông bắc Bình Nhưỡng, Triều Tiên)                                                                                          | 427－586                              |
| Cao Câu Ly                                  |                                       | Trường An thành (nay ở khu vực đô thị của Bình Nhưỡng, Triều Tiên)                                                                                  | 586－668                              |
| Thời Đường mạt, Ngũ Đại Thập Quốc, Nhà Tống |                                       | |                                       |
| Bột Hải Quốc                                | Chấn Quốc                             | Cựu Quốc (nay thuộc Đôn Hoá, Cát Lâm) | 698－742                              |
| Bột Hải Quốc                                |                                       | Trung Kinh (nay thuộc Cát LâmDiên BiênHòa Long, Diên Biên)                                                                                          | 742－755                              |
| Bột Hải Quốc                                |                                       | Thượng Kinh (nay thuộc trấn Bột Hải, Ninh An, Hắc Long Giang)                                                                                       | 755－785                              |
| Bột Hải Quốc                                |                                       | Đông Kinh (nay thuộc Hồn Xuân, Cát Lâm) | 785－794                              |
| Bột Hải Quốc                                |                                       | Thượng Kinh (nay thuộc trấn Bột Hải, Ninh An, Hắc Long Giang)                                                                                       | 794－926                              |
| Bột Hải Quốc                                | Đông Đan Quốc                         | Thiên Phúc thành (nay thuộc trấn Bột Hải, Ninh An, Hắc Long Giang)                                                                                  | 926－930                              |
| Bột Hải Quốc                                | Đông Đan Quốc                         | Nam Kinh (nay ở phía bắc Liêu Dương, Liêu Ninh) | 928－938                              |
| Bột Hải Quốc                                | Đông Đan Quốc                         | Đông Kinh (nay ở phía bắc Liêu Dương, Liêu Ninh) | 938－952                              |
| Đột Quyết                                   | Đột Quyết                             | Đô Cân Sơn (nay thuộc thượng du sông Ngạc Nhĩ Hồn, Mông Cổ)                                                                                         |                                       |
| Hồi Cốt (Hồi Hột)                           | Hồi Cốt (Hồi Hột)                     | Tây Châu (nay thuộc Thổ Lỗ Phồn, Tân Cương) |                                       |
| Thổ Phồn                                    | Thổ Phồn                              | La Tá (nay thuộc Lạp Tát, Tây Tạng) |                                       |
| Nam Chiếu                                   | Nam Chiếu                             | Mông Xá thành (nay thuộc hương Bắc Miếu Nhai, Nguy Sơn, Vân Nam)                                                                                    | 649－739                              |
| Nam Chiếu                                   | Nam Chiếu                             | Thái Hòa thành (nay ở phía nam thành cổ Đại Lý, Vân Nam)                                                                                            | 739－779                              |
| Nam Chiếu                                   | Nam Chiếu                             | Đại Lý thành (nay thuộc Đại Lý, Vân Nam) | 779－790                              |
| Nam Chiếu                                   | Nam Chiếu                             | Dương Tư Miết thành (nay ở mặt bắc thành cổ Đại Lý, Vân Nam)                                                                                        | 790－937                              |
| Đại Lý Quốc                                 | Đại Lý Quốc                           | Dương Tư Miết thành (nay ở mặt bắc thành cổ Đại Lý, Vân Nam)                                                                                        | 937－1254                             |
| Thục (Thập Quốc)                            | Tiền Thục (Thập Quốc)                 | Thành Đô | 907－917                              |
| Thục (Thập Quốc)                            | Hán (Thập Quốc)                       | Thành Đô | 917－918                              |
| Thục (Thập Quốc)                            | Tiền Thục (Thập Quốc)                 | Thành Đô | 918－925                              |
| Thục (Thập Quốc)                            | Hậu Thục (Thập Quốc)                  | Thành Đô | 934－965                              |
| Ngô (Thập Quốc)                             | Ngô (Thập Quốc)                       | Quảng Lăng (nay thuộc Dương Châu, Giang Tô) | 902－937                              |
| Nam Đường (Thập Quốc)                       | Nam Đường (Thập Quốc)                 | Kim Lăng (nay thuộc Nam Kinh, Giang Tô | 937－975                              |
| Ngô Việt (Thập Quốc)                        | Ngô Việt (Thập Quốc)                  | Tiền Đường (nay thuộc Hàng Châu, Chiết Giang) | 907－978                              |
| Mân (Thập Quốc)                             | Mân (Thập Quốc)                       | Trường Lạc (nay thuộc Phúc Châu, Phúc Kiến) | 909－945                              |
| Sở (Thập Quốc)                              | Sở (Thập Quốc)                        | Trường Sa (nay thuộc Trường Sa, Hồ Nam) | 907－951                              |
| Nam Hán (Thập Quốc)                         | Nam Hán (Thập Quốc)                   | Phiên Ngung (sau đổi thành Hưng Vương, nay thuộc Quảng Châu, Quảng Đông)                                                                            | 917－971                              |
| Kinh Nam (Thập Quốc)                        | Kinh Nam (Thập Quốc)                  | Kinh Châu (nay thuộc Kinh Châu, Hồ Bắc) | 924－963                              |
| Kỳ (Thập Quốc)                              | Kỳ (Thập Quốc)                        | Phượng Tường (nay thuộc Phượng Tường, Thiểm Tây) | 907－924                              |
| Yên (Thập Quốc)                             | Yên (Thập Quốc)                       | U Châu (nay thuộc Bắc Kinh) | 911－913                              |
| Đại Thục                                    | Đại Thục                              | Thành Đô | 1 ÂL/994－5 ÂL/994                    |
| Đại Sở                                      | Đại Sở                                | Nam Kinh (nay thuộc Thương Khâu, Hà Nam) | 20/4/1127－22/5/1127                  |
| Đại Tề                                      | Đại Tề                                | Bắc Kinh (nay thuộc Đại Danh, Hà Bắc) | 113012 tháng 10－1132                 |
| Đại Tề                                      | Đại Tề                                | Biện Kinh (nay thuộc Khai Phong, Hà Nam) | 1132－1137                            |
| Đại Chân Quốc/Đông Hạ Quốc                  | Đại Chân Quốc/Đông Hạ Quốc            | Nam Kinh (nay thuộc Diên Cát, Cát Lâm) | 1215－1233                            |
| Nguyên mạt                                  |                                       | |                                       |
| Minh Hạ/Đại Hạ                              | Minh Hạ/Đại Hạ                        | Trùng Khánh | 1363－1371                            |
| Nhà Minh                                    |                                       | |                                       |
| Đại Thuận                                   | Đại Thuận                             | Tây An | 1 ÂL/1644－3 ÂL/1644                  |
| Đại Thuận                                   | Đại Thuận                             | Bắc Kinh | 3 ÂL/1644－5 ÂL/1644                  |
| Đại Thuận                                   | Đại Thuận                             | Tây An | 5 ÂL/1644－1645                       |
| Đại Tây                                     | Đại Tây                               | Thành Đô (nay thuộc Thành Đô, Tứ Xuyên) | 16/8/1644－1646                       |
| vãn Thanh Dân sơ                            |                                       | |                                       |
| Chuẩn Cát Nhĩ                               | Chuẩn Cát Nhĩ                         | Y Lê thành (nay thuộc Y Ninh, Tân Cương) | ? - ?                                 |
| Mãn Châu Quốc                               | Mãn Châu Quốc                         | Tân Kinh (nay thuộc Trường Xuân, Cát Lâm) | 1/3/1932－1/3/1934                    |
| Mãn Châu Quốc                               | Mãn Châu Đế quốc                      | Tân Kinh (nay thuộc Trường Xuân, Cát Lâm) | 1/3/1934－17/8/1945                   |
| Cộng hoà Xô viết Trung Hoa                  | Cộng hoà Xô viết Trung Hoa            | Thụy Kim | 1931－1934                            |
| Cộng hoà Xô viết Trung Hoa                  | Cộng hoà Xô viết Trung Hoa            | Diên An | 10/1934－6/1937                       |
| Mông Cương Quốc                             | Sát Đông đặc biệt tự trị khu          | Đa Luân | 28/4/1933－1933                       |
| Mông Cương Quốc                             | Sát Đông đặc biệt tự trị khu          | Đa Luân | 1/4/1935－12/193512                   |
| Mông Cương Quốc                             | Sát Đông đặc biệt tự trị khu          | Trương Bắc | 12/1935－1/2/1936                     |
| Mông Cương Quốc                             | Sát Cáp Nhĩ minh công thự             | Trương Bắc | 1/2/1936－12/5/1936                   |
| Mông Cương Quốc                             | Mông Cổ quân chính phủ                | Đức Hóa (nay thuộc Hóa Đức, Nội Mông) | 12/5/1936－28/10/1937                 |
| Mông Cương Quốc                             | Mông Cổ liên minh tự trị chính phủ    | Hậu Hòa Hạo Đặc (nay thuộc Hô Hòa Hạo Đặc, Nội Mông)                                                                                                | 28/10/1937－1/9/1939                  |
| Mông Cương Quốc                             | Mông Cương liên hiệp tự trị chính phủ | Khách Lạp Can (nay thuộc Trương Gia Khẩu, Hà Bắc)                                                                                                   | ,/9/1939－4/8/1941                    |
| Mông Cương Quốc                             | Mông Cổ tự trị bang                   | Khách Lạp Can | 4/8/1941－1945                        |

## Danh sách theo địa phương
- Lạc Dương: kinh đô của Hạ, Thương, Tây Chu, Đông Chu, Đông Hán, Tào Ngụy, Tây Tấn, Bắc Ngụy, Tùy, Đường, Hậu Lương, Hậu Đường, Hậu Tấn. Ngoài ra còn từng là thủ đô của Võ Chu, đô thành khai quốc Tây Hán, Đế Khốc, Hà Nam vương thời Tần mạt, nước Hàn thời Chiến Quốc, Hậu Triệu, Đông Ngụy, Bắc Chu, nước Ngụy của Lý Mật, nước Trịnh của Vương Thế Sung, nước Yên của An-Sử, Hậu Hán, Hậu Chu, Bắc Tống, Kim. Từng là hành đô của Trung Hoa Dân Quốc.
- Tây An: kinh đô của 6 triều đại Tây Chu, Tây Hán, Tây Ngụy, Bắc Chu, Tùy, Đường. Ngoài ra, còn là kinh đô của triều Tân do Vương Mãnh thành lập, từng là đô thành vào đầu thời Hán Hiến Đế, Tấn Mẫn Đế từng dời đô đến đây, các chính quyền Huyền Hán, Tiền Triệu, Tiền Tần, Hậu Tần; là đô thành của các chính quyền khởi nghĩa Xích Mi Hán, Đại tề của Hoàng Sào, Đại Thuận của Lý Tự Thành.
- Nam Kinh: thủ đô của Đông Ngô, Đông Tấn, Nam triều (Lưu Tống, Nam Tề, Lương, Trần), Nam Đường, Minh, Thái Bình Thiên Quốc, Trung Hoa Dân Quốc.
- Bắc Kinh: thủ đô của nước Kế và nước Yên thời nhà Chu; bồi đô của Liêu, thủ đô của Kim, Nguyên, Minh, Thanh, Trung Hoa Dân Quốc thời kỳ chính phủ Bắc Dương, Cộng hòa Nhân dân Trung Hoa.
- Khai Phong: kinh đô của nước Ngụy thời Chiến Quốc; kinh đô của các triều Hậu Lương, Hậu Tấn, Hậu Hán, Hậu Chu, Bắc Tống; từng là kinh đô vào những năm cuối cùng của Kim.
- Hàng Châu: kinh đô của nước Việt thời Chiến Quốc; kinh đô của Nam Tống.
- An Dương: được cho là nơi Chuyên Húc và Đế Khốc kiến đô; có kinh đô Ân Khư của Thương; kinh đô của Tào Ngụy, Hậu Triệu, Nhiễm Ngụy, Tiền Yên, Đông Ngụy, Bắc Tề.
- Thành Đô: kinh đô của nước Cổ Thục thời cổ đại, kinh đô của Thành Gia, Thục Hán, Thành Hán, Tiền Thục, Hậu Thục.
- Trịnh Châu: Hạ Khải kiến đô tại Dương Thành tức Trịnh Châu; cũng được cho là địa điểm của Bạc đô của Thương; có nước Quản thời Tây Chu, Tân Trịnh từng là kinh đô của nước Trịnh và nước Hàn thời Xuân Thu Chiến Quốc.
- Thái Nguyên: biệt đô của Tiền Tần, Đông Ngụy, Bắc Tề, Hậu Đường, Hậu Tấn, Hậu Hán; bắc đô và bắc kinh của Đường, kinh đô của nước Tấn và Bắc Hán thời Ngũ Đại Thập Quốc.
- Thiệu Hưng: kinh đô của nước Việt thời cổ đại, nước Ngô Việt, trong một thời gian là kinh đô của Nam Tống, Nam Minh.
- Tô Châu: kinh đô của nước Ngô và nước Việt thời cổ đại, từng là kinh đô của Đông Ngô và Trương Sĩ Thành.
- Phúc Châu: thủ đô của nước Mân Việt thời cổ đại, nước Mân thời Ngũ Đại Thập Quốc, Trung Hoa Cộng hòa Quốc.
- Quảng Châu: kinh đô của Nam Việt, Nam Hán, trong một thời gian là thủ đô của Trung Hoa Dân Quốc.
- Đại Lý: kinh đô của Nam Chiếu, Đại Lý.
- Vũ Uy: kinh đô của các nước Tiền Lương, Hậu Lương, Nam Lương, Bắc Lương thời Ngũ Hồ thập lục quốc.
- Địa khu Thổ Lỗ Phồn: kinh đô của Cao Xương và Cao Xương Hồi Cốt.
- Huyện Ngạch Mẫn: kinh đô của Tây Liêu, Oa Khoát Đài hãn quốc